# Piptocoma spruceana
Piptocoma spruceana là một loài thực vật có hoa trong họ Cúc. Loài này được (Benth.) Pruski miêu tả khoa học đầu tiên năm 1996.